# Per Reidarson
Per Reidarson (Grimstad, 27 mei 1879 – Bergen, 21 januari 1954) was een Noors componist, violist en muziekcriticus.

## Leven
Reidarsen studeerde bij het neusje van de zalm binnen de toenmalige Noorse muziekwereld. Onder zijn docenten bevonden zich Sigurd Lie, Gudbrand Bohn en Catharinus Elling, die hem in Oslo (destijds Christiania) onderrichtten. Daarna kreeg Reidarson aanvullende opleidingen in Parijs (met staatsbeurs), Berlijn en München. Na zijn studie werd hij violist en was zowel van 1896 tot 1906  in Bergen als Oslo te horen. In 1908 verscheen een advertentie in Aftenposten, met de mededeling dat Reidarson ook les begon te geven. Daarna werd hij leider van het Stavanger dorpsorkest en werd muzikaal leider van het theater aldaar (1917-1919). In 1917 was hij betrokken bij de oprichting van de Noorse Componistenbond.  In 1913 begon hij ook al in de functie van muziekcriticus voor het Tidens Tegn en vanaf 1921 voor het Arbeidersbladet. Vanaf 1925 werd hij voorzitter van de programmaraad van de Norsk Rikskringkasting. In 1927 had hij een hoog oplopende ruzie met Paul Gjesdahl van Dagbladet over de componist Harald Saeverud. In diezelfde tijd kreeg hij ruzie met voormalige studiegenoot Fartein Valen, die schreef volgens Reidarson te moderne muziek. Hij was even dermate populair, dat hij vanaf 1938 kon genieten van een staatssalaris. Op 1 juli 1939 ontving hij de Kongens Fortjenstmedalje i gull. Echter toen brak en Tweede Wereldoorlog uit en Reidarson koos de kant van de Nasjonal Samling (de Noorse NSB). Hij schreef toen voor het Fritt Folk. Hij probeerde vanuit die NS-visie een scheiding te maken tussen Noors en niet-Noorse (lees Niet-Joodse en Joodse) muziek. Zijn visie werd naar de Norsk Rikskringkasting gezonden, maar niet overgenomen. Toen de Nazi-Duitsers in 1945 vertrokken, werd Reidarsons houding hem zwaar aangerekend. Zijn staatstoelage werd stopgezet en hij werd enige tijd geïnterneerd.

## Werken
Al zijn werken behoren tot het vergeten repertoire.
- Havet (1904)
- Nordisk ouverture (première 31 oktober 1908, Orkest van het Nationaltheatret onder leiding van Johan Halvorsen)
- Nordisk rapsodi (première 23 januari 1910, orkest van het Nationaltheatret onder leiding van Johan Halvorsen
- Arnljots lengsel mot havet
- Haakon den godes død, (1910, uitvoering 24 april 1941 onder leiding van Sverre Jordan)
- kantaten til Bergensutstillingen (1910, cantate voor 200 zangers en orkest op tekst van Johan Bogh, muzikale leiding 1 juni 1910 Ingolf Schjøtt[3])
- Hvorofor kimer det og kimer, lied met tekst van Theodor Caspari
- Zangspel Sommereventyr (1910, destijds ook op vinyl verschenen met opnamen door Hans Hedemark en Harald Steen)
- Tre sange til tekster af Knut Hamsun met pianoaccompagnement (Wilhelm Hansen 1912)
- zangspel Sommerluft (1933)
- Sven Herulfsen (1943, tekst Knut Hamsun)
- Den var vor, denne jord (1905, lied op tekst van Nils Collet Vogt); enige tijd zeer populair in Noorwegen.
- Den røde vilde vin (uitvoering 1 april 1917)
- Aftenvise, lied met tekst van Vilhelm Tvedt (1912)
- Spillet gaar (Lystspil 1914)
- Skjæaergaardso (1915)
- Marche coquette (1916)
- Julesne (tekst Holger Drachmann, Norsk musikforlag, 1916)
- Julekveld (tekst Vilhelm Tvedt, Norsk Musikforlag, 1916)
- Jaederen (tekst van Soren Andreas Egidiussen Fianen (1936)
- opus 7: Tre sange (Norsk Musikforlag, 1915)
  - Edith, tekst Holger Drachmann
  - Efter avskeden, tekst Knut Hamsun
  - Abdullas haab, tekst Knut Hamsun
- opus 9: Tre sange for en mellemstemme (1917, teksten Louis von Kohl)
  - Sol
  - Kloppen (première 1 april 1917 zanger onbekend, orkest van Nationaltheatret)
  - Paa himlen hang en blomst af guld
- opus 11; Tre smaa klaverstykker
- opus 18: Kjærleik på Lykteland (1927, Lystspel tekst Torvald Tu, muziek Reidarson)
- opus 26: Sanger

- Bibsys: 90544137
- MusicBrainz: 3d68fe1f-e4f6-453e-a9b3-7ff607f6a51f
- Nederlandse Thesaurus van Auteursnamen: 336268181
- Virtual International Authority File: 221686120
- WorldCat: E39PBJv8DMpjvk6tBmhGqmwjYP